# Cratere Rost

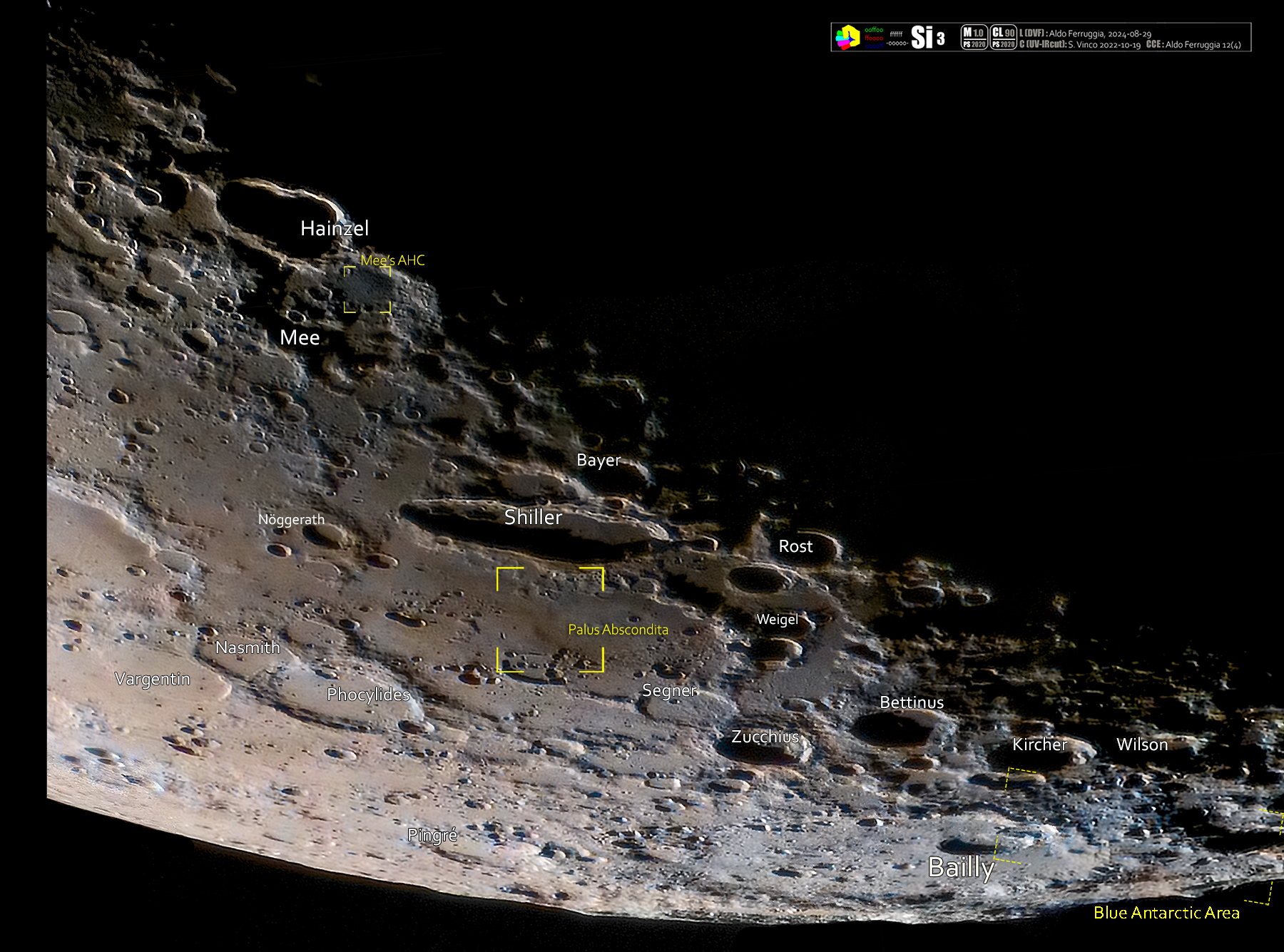
Area del cratere in immagine selenocromatica (Si) comn alcuni reperi. Vedi anche:

Rost è un cratere lunare di 46,85 km situato nella parte sud-occidentale della faccia visibile della Luna.